# Професор Микола Муру (буксир)
Рятувальне буксирне судно «Професор Микола Муру», раніше СБ-565 - рятувальне буксирне судно проекту 22870 Чорноморського флоту Російської Федерації.

## Історія побудови
Проект рятувального буксирного судна 22870 був розроблений конструкторським бюро "Вимпел" у Нижньому Новгороді. Призначений для порятунку та буксирування аварійних та кораблів і суден, що зазнають лиха, гасіння пожеж на суднах та берегових об'єктах, відкачування води та подачі електроживлення на аварійне судно, евакуації екіпажу та надання першої медичної допомоги потерпілим, виконання водолазних робіт на глибинах до 60 м, та обстеження, збору нафтопродуктів.
Рятувальне буксирне судно СБ-565 було закладено на стапелі ВАТ «Астраханський судноремонтний завод», філії Центру судноремонту «Зірочка», заводської № 006. Спущено на воду 20 травня 2014 року. У 2014 році судно отримало нову назву - "Професор Микола Муру" на честь російського вченого, доктора технічних наук, професора капітана 1-го рангу Миколи Петровича Муру (1921-2004). Микола Муру був провідним фахівцем у СРСР, а потім у Росії з суднопідйому та забезпечення живучості бойових кораблів.

## Технічні характеристики
- Водотоннажність: 1670 т.
- Розміри: довжина - 57 м, ширина - 14 м, осадка - 3,2 м, борт - 5,4 м.
- Швидкість повного ходу: 14 вузлів.
- Силова установка: дизель-електрична, 2х2720 к. с. електродвигуна, 2 гвинто-рульові колонки.
- Автономність 20 діб.
- Екіпаж: 26 осіб.

Рятувальне обладнання - лебідка, гак, вантажопідйомні пристрої, засоби пожежогасіння - 3 лафетні стволи продуктивністю по 500 м3/год. 
Водолазний комплекс виробництва компанії "Тетіс Про" дає змогу виконувати підводно-технічні роботи на глибинах до 100 метрів одночасно трьом водолазам. Він містить у собі: поточно-декомпресійну двохотсечну барокамеру із системою газопостачання, інтегрований пост управління спусками, засоби спуску і підйому водолазів, засоби забезпечення водолазних робіт. 
Судно отримало роботизований пошуково-рятувальний комплекс на базі телекерованого підводного апарату "Фалкон 1000". Для позиціонування судно обладнане системою динамічного позиціонування і може утримуватися над заданою точкою роботи за течії та хвилювання. Для збору нафтопродуктів є цистерни на 125 м3, 560 метрів бонових загороджень, скіммер і катер-бонопостановник. На борту судна є 36 місць для рятувальників.

## Історія служби
Після проходження випробування на Каспії у травні 2015 року судно внутрішніми водними шляхами прибуло до Новоросійська, де воно було прийнято до складу Новоросійської ВМБ 10 червня 2015. В даний час входить до складу Новоросійського 314-го загону аварійно-рятувальних суден, що активно використовується в діяльності Чорноморського флоту.
В жовтні 2023 буксир був атакований українськими безпілотниками Sea Baby.